# Maria Homerska
Maria Homerska (poprz. Frelich) ur. 15 lutego 1925 w Warszawie, zm. 6 lipca 2010 w Legionowie) – polska aktorka filmowa i teatralna.

## Życiorys
Aktywna w latach 1947–1983, występowała m.in. w Olsztynie, Kielcach, Szczecinie i Białymstoku, przede wszystkim jednak w teatrach stołecznych: Teatrze Polskim i Na Woli.
Była żoną aktora Ryszarda Pietruskiego. Została pochowana na cmentarzu Powązkowskim w Warszawie (kwatera 10-4-22/23).

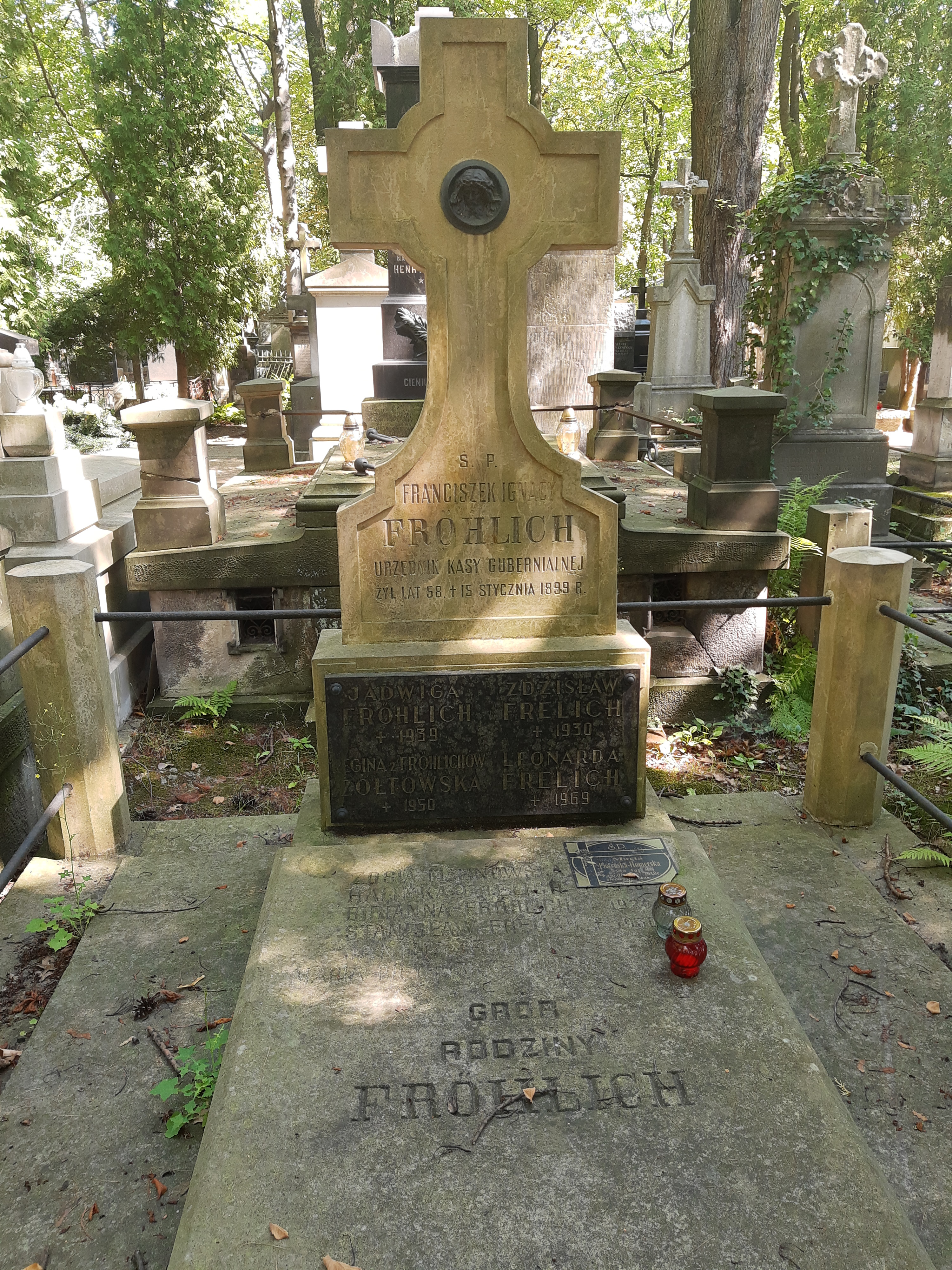
Grób Marii Homerskiej na Starych Powązkach

## Filmografia
- 1962: Czarne skrzydła – dyrektorowa Kostryniowa
- 1962: Głos z tamtego świata – profesorowa Choberska
- 1962: Spóźnieni przechodnie – Karolina (nowela II: „Krąg istnienia”)
- 1964: Przerwany lot
- 1964: Rachunek sumienia – żona Romana Mareckiego
- 1965: Miejsce dla jednego – sekretarka
- 1965: Sam pośród miasta – kobieta w lokalu
- 1967: Klub szachistów – kobieta rozmawiająca z Urbinem
- 1967: Świat grozy – Flora („Zbrodnia lorda Artura Saville’a”)
- 1968: Hrabina Cosel − królowa Krystyna Eberhardyna (odc. 1)
- 1968: Tabliczka marzenia – nauczycielka Mareszowa
- 1970: Wakacje z duchami − jako matka „Dziewiątki” (odc. 6)
- 1971: Kryształ – żona Borczyka
- 1976: Polskie drogi – żona prof. Zygadlewicza (odc. 2-3)
- 1977: Noce i dnie – Mioduska-Daleniecka (odc. 10)
- 1978: ...Gdziekolwiek jesteś panie prezydencie... – dama z kawiarni
- 1979: Doktor Murek – Horzyńska
- 1979: Mysz – nauczycielka Wądołowska
- 1979-1981: Przyjaciele (odc. 1, 2, 4) – Zofia Osadowska, matka Daniela
- 1981: 07 zgłoś się – jako sąsiadka Eliza Hoffman (odc. 12)
- 1981: Znachor – hrabina Czyńska
- 1983: Wierna rzeka – księżna Odrowążowa

### Polski dubbing
- 1998: Trzy dni aby wygrać
- 1996: Nowe przygody Madeline
- 1995: Śpiąca królewna (druga wersja dubbingowa) – Diabolina
- 1995: Pokój z widokiem – panna Catharine Alan
- 1993-1995: Muminki – Czarownica
- 1991: Denver, ostatni dinozaur – „Paskudna Berta” Bird
- 1990: Kocia ferajna w Beverly Hills (pierwsza wersja dubbingowa)
- 1989: Jetsonowie – Stella Spacely (odc. 5, pierwsza wersja dubbingowa)
- 1989: Scooby i Scrappy Doo (pierwsza wersja dubbingowa)
- 1987: Ostatnie dni Pompei – Fortunata
- 1984: Księżniczka w oślej skórze
- 1976: Ja, Klaudiusz –
  - Lollia (odc. 7),
  - Domicja (odc. 11-12)
- 1969: Hugo i Józefina – nauczycielka
- 1969: Każdemu swoje – Luisa Roscio
- 1969: Ciężkie czasy dla gangsterów – Eva Delagrange
- 1968: Czarny mustang – Maria
- 1968: Wątła nić – Inga Dyson
- 1967-1969: Wojna i pokój – księżna Maria
- 1967: Dziesięciu małych Indian − żona Grohmanna
- 1966: 200 mil do domu − pani Hunter
- 1966: Pollyanna − ciotka Polly
- 1964: Skarb w Srebrnym Jeziorze − pani Butler
- 1964: Diabelskie sztuczki − Germaine Messager (nowela 5.)
- 1961: Na tropie przemytników
- 1960: Miejsce na górze − Alice Aisgill
- 1960: Kłopotliwy wnuczek − Ellie Banks
- 1957: Małżeństwo doktora Danwitza − Hilda

## Odznaczenia
- Odznaka "Zasłużony dla Teatru Polskiego" (1977)[2]